# Gedenkstätte Poppenhausen

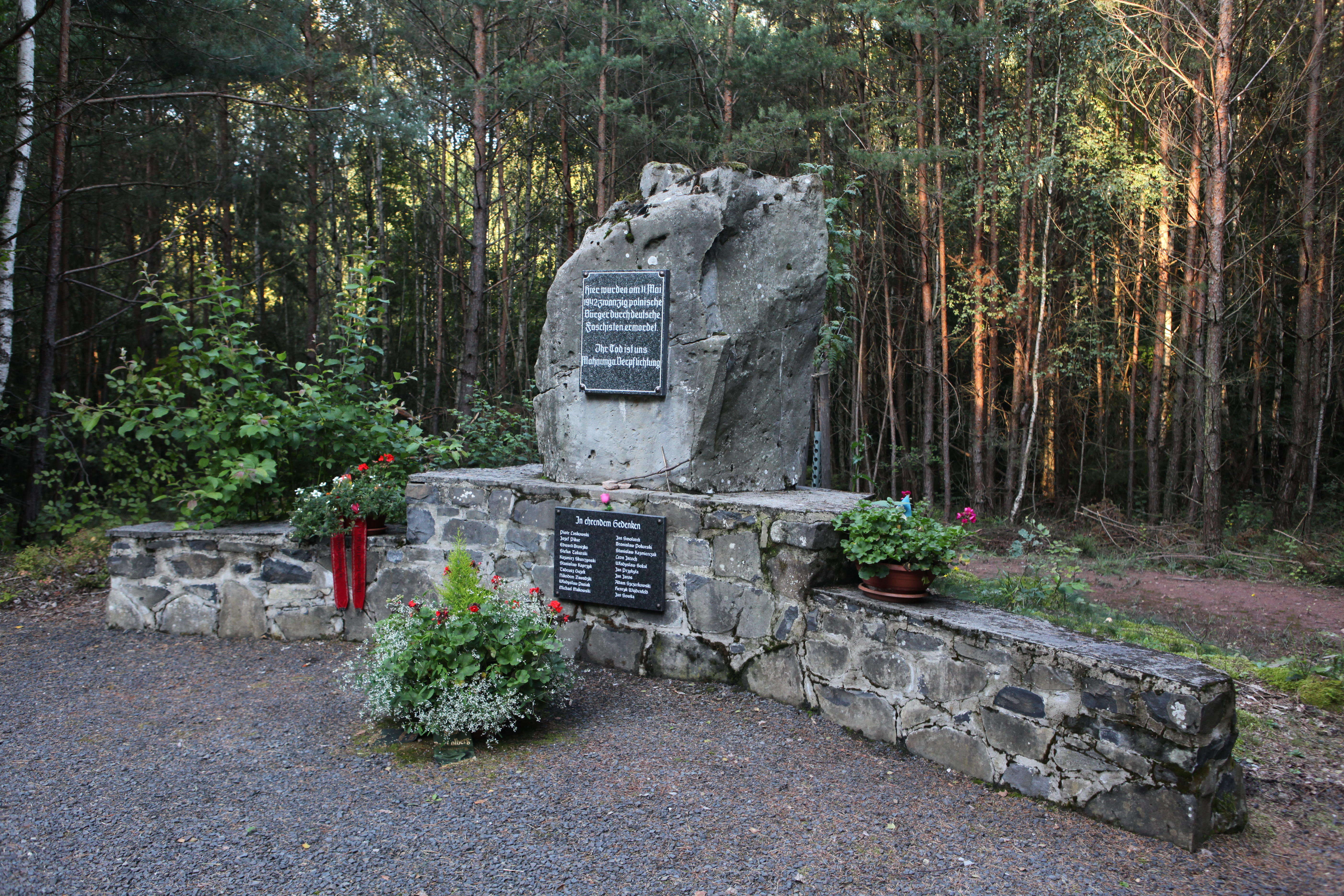
Denkmal (2014)

Die Gedenkstätte Poppenhausen erinnert an die Hinrichtung Buchenwalder Häftlinge im Verlauf einer am 11. Mai 1942 durch die Gestapo durchgeführten Abschreckungsmaßnahme. Sie liegt an der Straße zwischen Poppenhausen und Einöd im Landkreis Hildburghausen.

## Geschichte
Im Wald an der Straße nach Einöd, etwa zwei Kilometer nördlich vom Poppenhausen und drei Kilometer östlich von Hellingen, steht seit 1966/67 ein Denkmal, das an ein Massaker vom 11. Mai 1942 erinnert. Dort wurden im Rahmen einer Vergeltungsmaßnahme auf Befehl des Reichsführers SS neunzehn polnische Häftlinge des Konzentrationslagers Buchenwald und der polnische Zwangsarbeiter Jan Sówka durch die SS gehängt.
Die Hinrichtung erfolgte auf drei dazu errichteten Galgen. Die Zwangsarbeiter Jan Sówka und Nikolaus Stadtnik hatten zuvor am 26. April 1942 an gleicher Stelle den Oberwachtmeister der Gendarmerie Albin Gottwalt erstochen, nachdem dieser die beiden zusammengeschlagen hatte. Nikolaus Stadtnik konnte entkommen, Jan Sówka wurde auf dem Bahnhof von Bamberg festgenommen. Alle polnischen Zwangsarbeiter der Umgebung mussten bei der Hinrichtung anwesend sein. Außerdem waren Landräte, Kreisleiter, sowie sonstige Vertreter von Partei und Staat vor Ort.
Die Umstände dieser Terroraktion wurden von Bernd Ahnicke aus Hildburghausen recherchiert. Danach wurde auf dem Tatort am 11. Mai 2014 eine neue Gedenktafel mit den Namen aller 20 Opfer in Anwesenheit deren hinterbliebenen Familien enthüllt. Die Deutschlehrerin aus der Berufsschule in Kolno, Urszula Banach, hat fast alle Familien der Opfer herausgefunden und zur Enthüllung der Gedenktafel eingeladen.

## Die Opfer
| lfd. Nr. | Vor- und Nachname     | Geburtsdatum      | Vater                | Mutter                       | Geburtsort                                            |
| -------- | --------------------- | ----------------- | -------------------- | ---------------------------- | ----------------------------------------------------- |
| 1        | Piotr Laskowski       | 29. Juni 1917     | Stanisław Tomiak     | Wiktoria Szewczyk            | Chodybki, Kreis Kalisz                                |
| 2        | Józef Pikur           | 4. Februar 1919   | Unbekannt            | Anna Sawka geb. Pikur        | Sokal bei Konotopa, Woiwodschaft Lwów                 |
| 3        | Edward Broszko        | 16. April 1921    | Mikołaj Broszko      | Rozalia geb. Wojtowicz       | Susiec, Gemeinde Majdan Sopocki, Kreis Tomaszów       |
| 4        | Stefan Tokarski       | 20. Januar 1915   | Stanisław Tokarski   | Helena geb. Abramow          | Rykały, Kreis Grójec                                  |
| 5        | Kazimierz Skurczyński | 13. März 1920     | Wincenty Skurczyński | Helena geb. Ćwiklińska       | Sosnowiec                                             |
| 6        | Stanisław Kaprzyk     | 10. Februar 1920  | Stanisław Kaprzyk    | Natalia geb. Derda           | Dąbrowa, Kreis Katowice                               |
| 7        | Tadeusz Guzek         | 24. März 1911     | Władysław Guzek      | Aniela geb. Brzezińska       | Ignackowo, Kreis Lipno (Kujawien-Pommern):Lipno       |
| 8        | Nikodem Zawadzki      | 17. November 1922 | Jan Zawadzki         | Marianna geb. Ceglarek       | Julijanów                                             |
| 9        | Władysław Pasiak      | 21. Mai 1912      | Michał Pasiak        | Elżbieta geb. Dąbrowka       | Pabianice                                             |
| 10       | Michał Makowski       | 28. Juli 1920     | Franciszek Makowski  | Natalia geb. Antoniuk        | Konotopy bei Hrubieszów                               |
| 11       | Jan Smolarek          | 19. Oktober 1915  | Jan Smolarek         | Agnieszka geb. Klimczak      | Malenia, Gemeinde Buczek, Kreis Łask                  |
| 12       | Bronisław Pokorski    | 17. Oktober 1909  | Andrzej Pokorski     | Maria geb. Orlenik           | Cząstków, Kreis Łask                                  |
| 13       | Stanisław Kaźmierczak | 18. Oktober 1916  | Szczepan Kaźmierczak | Maria geb. Dąbrowska         | Kobyla Łąka                                           |
| 14       | Leon Jaroch           | 18. Juli 1916     | Jan Jaroch           | Franciszka geb. Smolińska    | Świekatowo, Kreis Świecko (deutsch Schwetig)          |
| 15       | Władysław Sokal       | 6. Januar 1905    | Paweł Sokal          | Marianna geb. Parukl         | Sinołęka, Kreis Mińsk                                 |
| 16       | Jan Przybyła          | 20. Juni 1913     | Marcin Przybyła      | Magdalena geb. Zuborowa      | Mýto pod Ďumbierom, Kreis Brezno nad Hronom, Slowakei |
| 17       | Jan Jaros             | 7. Januar 1920    | Józef Jaros          | Stanisława geb.Kuszarzik?    | Oraczew, Kreis Łódź                                   |
| 18       | Adam Szczerkowski     | 29. November 1904 | Piotr Szczerkowski   | Józefa geb. Olewińska        | Działoszyn, Kreis Wieluń                              |
| 19       | Henryk Wajdenfeld     | 25. Dezember 1915 | Piotr Wajdenfeld     | Felicjanna geb. Proniatowska | Łódź                                                  |
| 20       | Jan Sówka             | 19. Oktober 1922  | Adam Sówka           | Antonina geb. Kocemba        | Thayngen/Schweiz                                      |

## Galerie

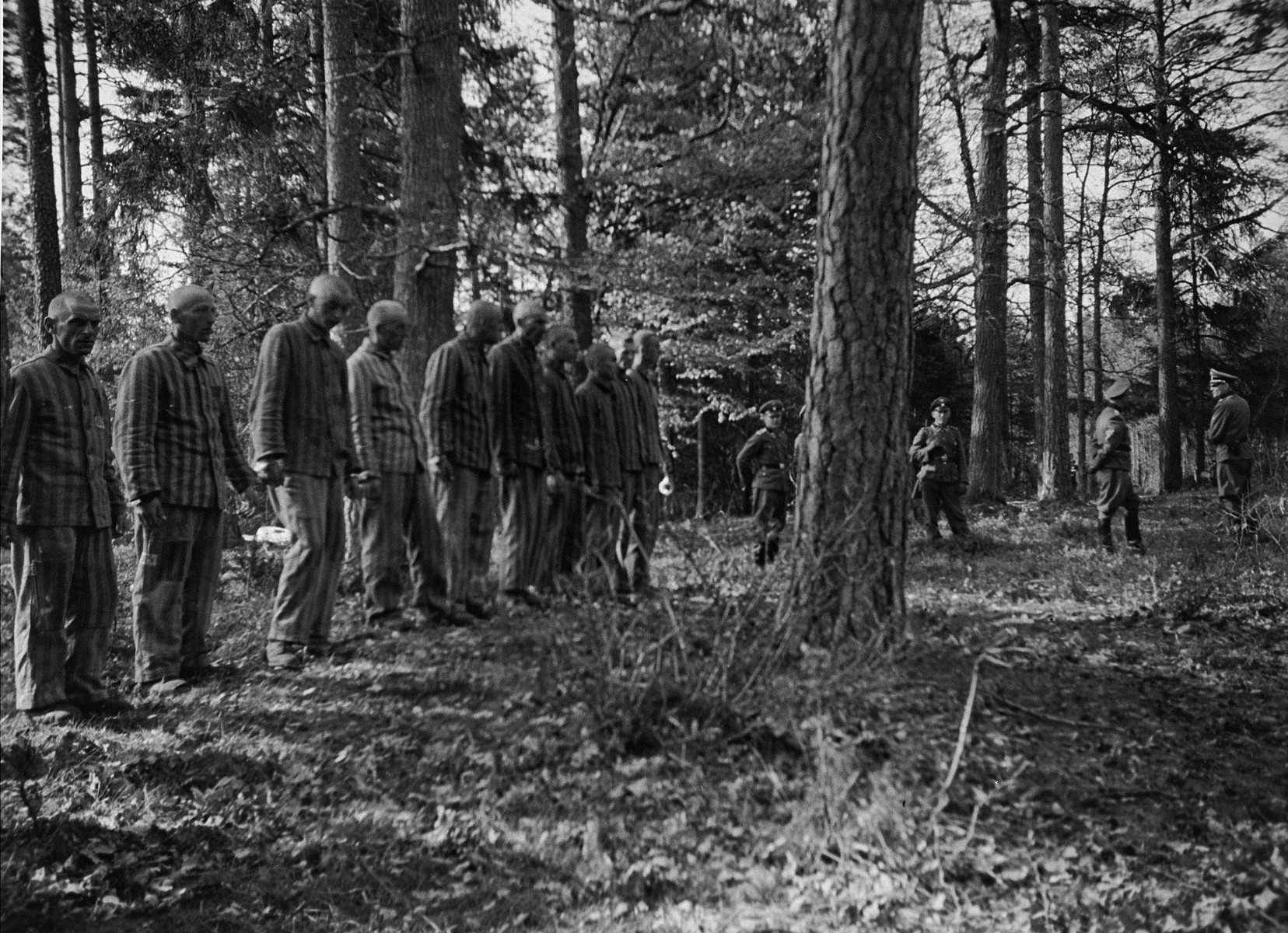
Auf die Exekution wartende Häftlinge
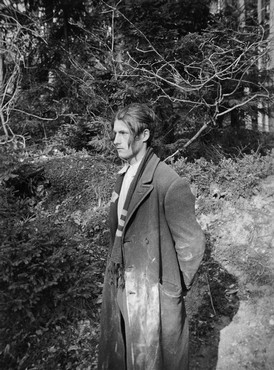
Jan Sówka
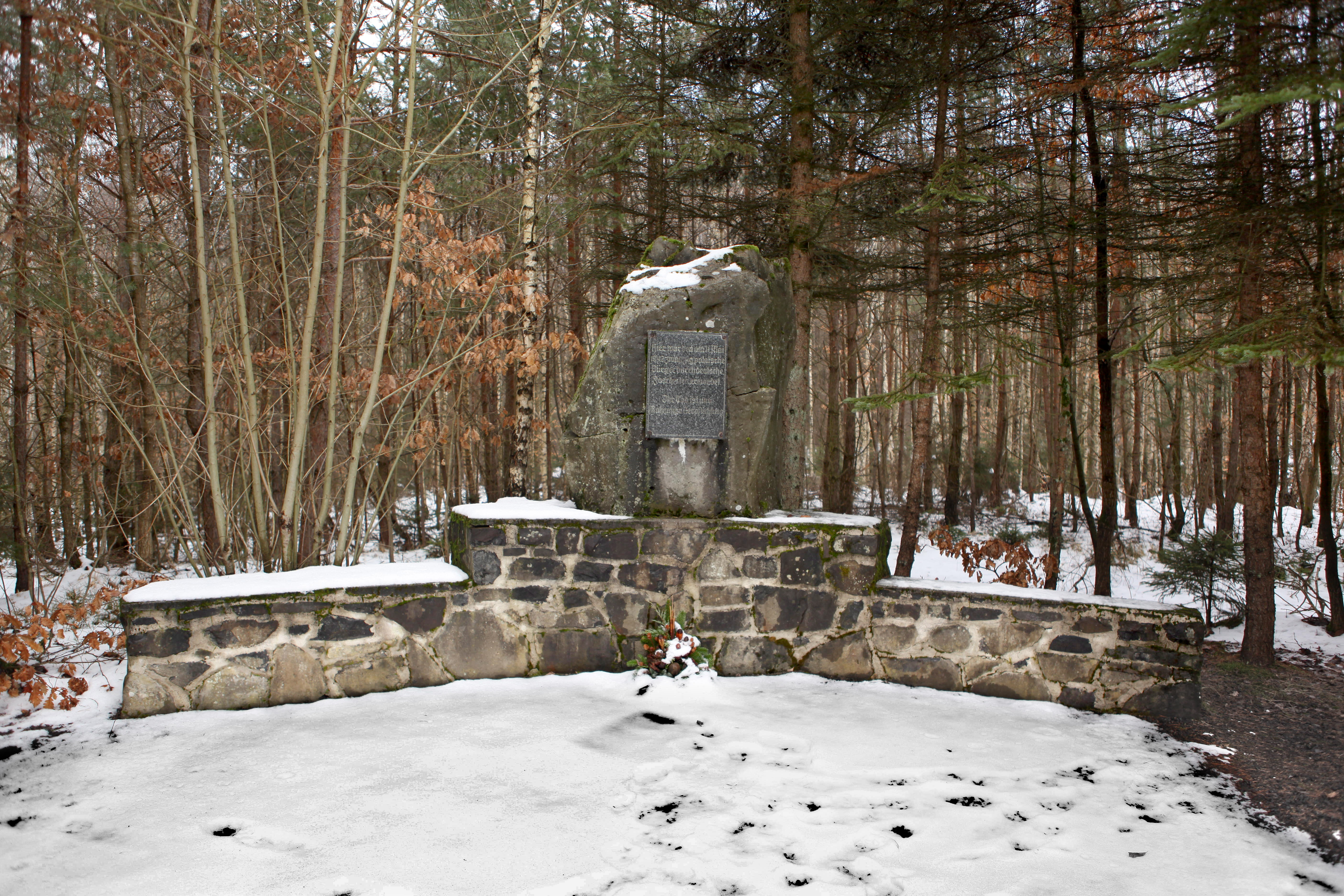
Denkmal – Zustand 2013
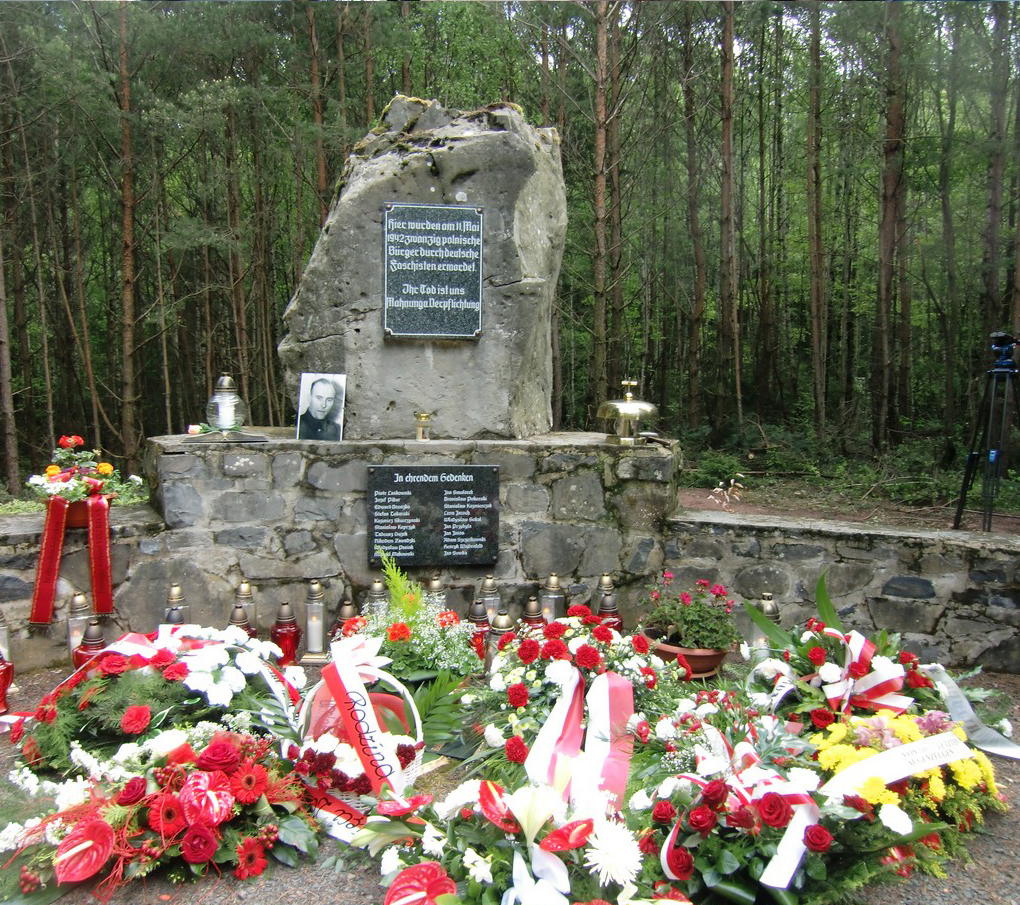
Enthüllung der Gedenktafel
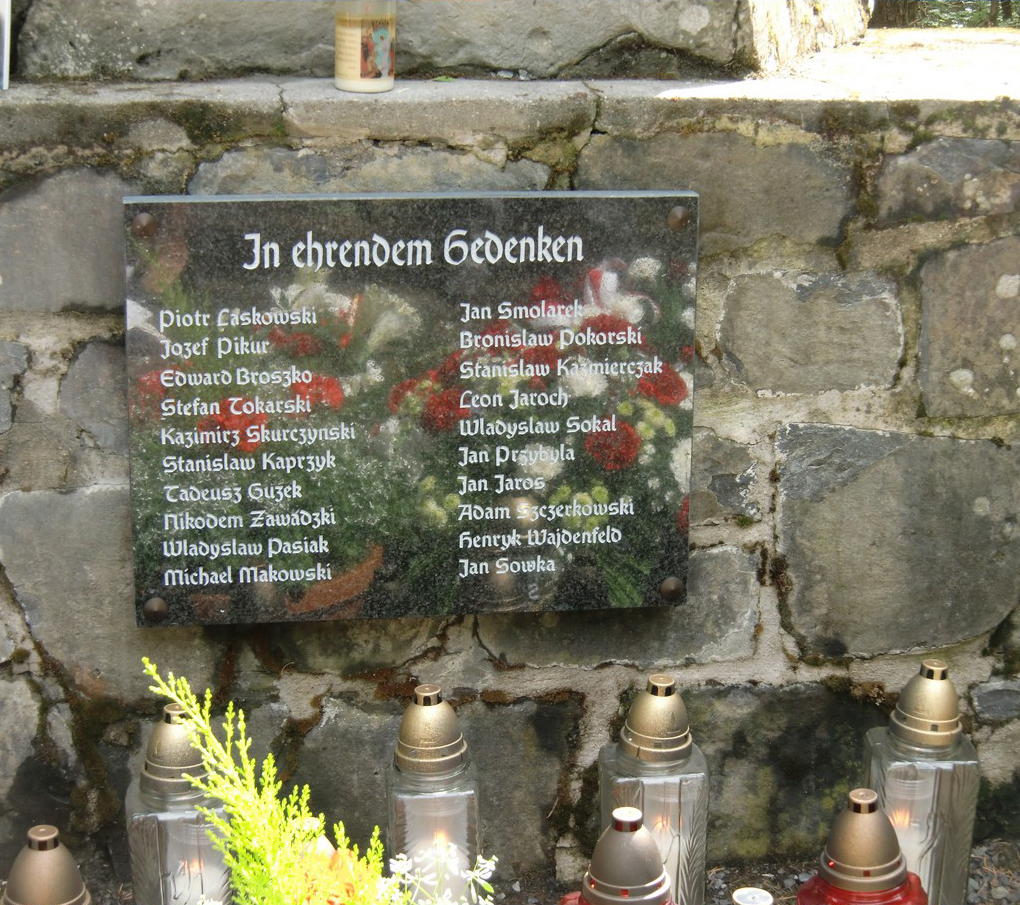
Enthüllung der Gedenktafel
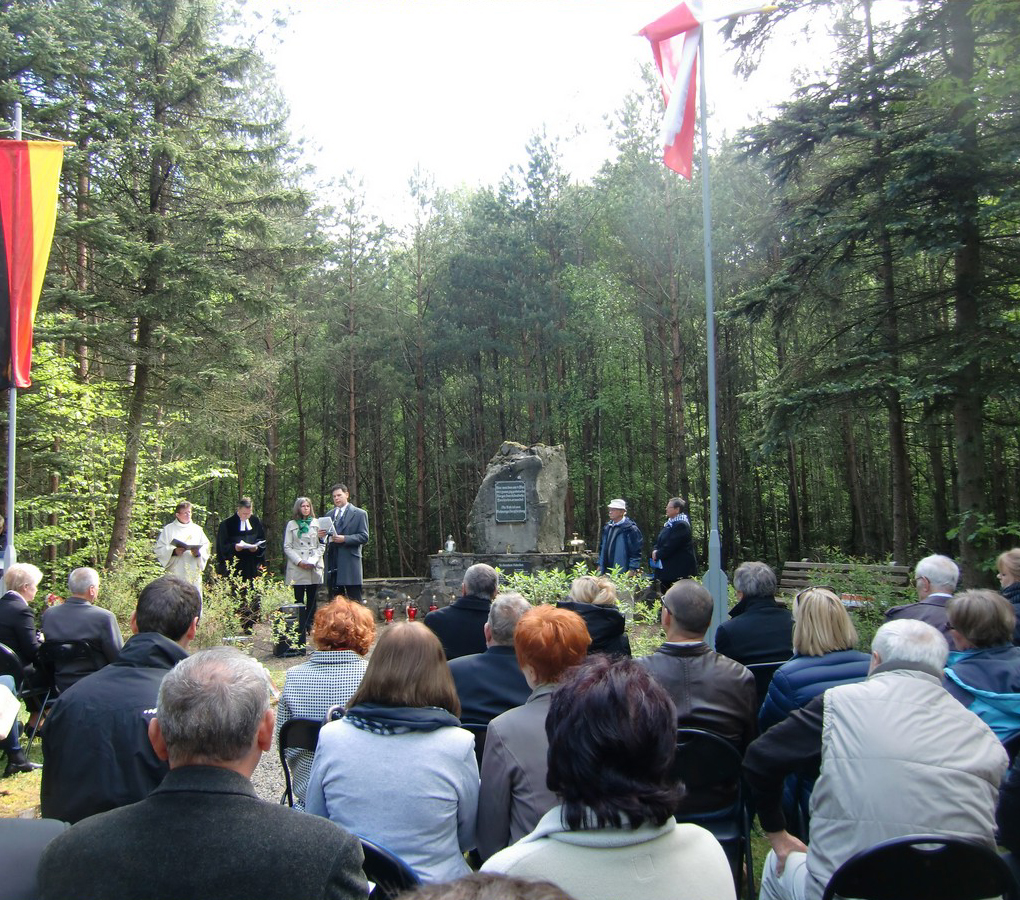
Enthüllung der Gedenktafel